# Galeodes somalicus
Galeodes somalicus är en spindeldjursart som beskrevs av Roewer 1934. Galeodes somalicus ingår i släktet Galeodes och familjen Galeodidae. Inga underarter finns listade i Catalogue of Life.